# Koziorożec (komiks)
Koziorożec (fr. Capricorne) – belgijska seria komiksowa, której autorem jest Andreas Martens (tworzący pod pseudonimem Andreas), opublikowana we francuskojęzycznym oryginale w latach 1997–2017 nakładem wydawnictwa Le Lombard. Publikację Koziorożca po polsku rozpoczęło w 2007 roku wydawnictwo Manzoku, a w 2013 roku przejęło ją wydawnictwo Sideca i zakończyło w 2018 roku.

## Fabuła
Seria opowiada o przygodach astrologa o pseudonimie Koziorożec, którego prawdziwa tożsamość jest początkowo nieznana. Akcja rozgrywa się w USA (w pierwszych albumach w Nowym Jorku, później poza nim) w latach 30. XX wieku, jednak zawiera wiele elementów fantastycznych. Koziorożec w wyniku splotu dziwnych wydarzeń staje się właścicielem drapacza chmur w centrum Nowego Jorku. Budynek kryje wiele tajemnic, zaś główny bohater zostaje wplątany w szereg intryg z udziałem tajemniczych służb specjalnych, okultystów i ludzi o nadprzyrodzonych zdolnościach. Siłą rzeczy zaczyna walczyć z różnymi przestępstwami. W jego przygodach towarzyszą mu bibliofil Astor i pilotka-kaskaderka Ash Grey. Ich głównym wrogiem jest tajemniczy Mordor Gott.

## Powiązania z seriąRork
Po raz pierwszy postać Koziorożca pojawiła się w 1990 roku w 5. albumie serii Rork (także noszącym tytuł Koziorożec), stworzonej przez Andreasa. Koziorożec powrócił też w ostatnim, 7. tomie Rorka. Jego spotkanie z głównym bohaterem serii, tajemniczym mężczyzną imieniem Rork, sytuuje się między 4. a 5. tomem Koziorożca. Wiele postaci (m.in. Deliah Darkthorne i Dahmaloch) i wątków z tej serii znalazło kontynuację i rozwinięcie w Koziorożcu.

## Tomy
| Tom, tytuł i rok I wydania polskiego | Tom, tytuł i rok wydania oryginalnego |
| ------------------------------------ | ------------------------------------- |
| 1. Obiekt (2007)                     | 1. L’Objet (1997)                     |
| 2. Elektryczność (2007)              | 2. Electricité (1997)                 |
| 3. Deliah (2008)                     | 3. Deliah (1998)                      |
| 4. Sześcian numeryczny (2008)        | 4. Le Cube numérique (1999)           |
| 5. Sekret (2012)                     | 5. Le Secret (2000)                   |
| 6. Atak (2013)                       | 6. Attaque (2001)                     |
| 7. Błękitny smok (2013)              | 7. Le Dragon bleu (2002)              |
| 8. Tunel (2013)                      | 8. Tunnel (2003)                      |
| 9. Przejście (2013)                  | 9. Le Passage/Le Fragment (2004)      |
| 10. Fragment (2014)                  | 9. Le Passage/Le Fragment (2004)      |
| 11. Chińczycy (2014)                 | 10. Les Chinois (2005)                |
| 12. Patrick (2014)                   | 11. Patrick (2006)                    |
| 13. (tom bez tytułu, 2014)           | 12. (tom bez tytułu, 2007)            |
| 14. Sen w klatce (2014)              | 13. Rêve en cage (2008)               |
| 15. Operacja (2014)                  | 14. L’Opération (2009)                |
| 16. Nowy Jork (2014)                 | 15. New York (2011)                   |
| 17. Widziane z bliska (2015)         | 16. Vu de près (2012)                 |
| 18. Jeźdźcy (2015)                   | 17. Les Cavaliers (2013)              |
| 19. Zarkan (2015)                    | 18. Zarkan (2014)                     |
| 20. Terminus (2016)                  | 19. Terminus (2015)                   |
| 21. Mistrz (2018)                    | 20. Maître (2017)                     |